# Argentaria
Argentaria, rimsko naselje u BiH. Nalazilo se na mjestu kasnijeg srednjovjekovnog Bratunca ili u njegovoj okolici. Argentaria je upravno pripadala rimskoj provinciji Dalmaciji. Argentaria je bila toliko važna Rimljanima da su u njoj uspostavili posebnu upravu s upraviteljem na čelu. Naslov koji je nosio upravitelj glasio je procurator metallorum Pannoniorum et Dalmationum. U blizini Argentarije bilo je naselje Domavia. Na mjestu i u okolici Argentarije su ostatci rudnika i rimskih spomenika različite vrste. Iz Argentarije je vodio put sjeverno uz Drinu u Ad Drinum na Gensis i dalje ka Sirmiumu. Drugi put vodio je ka jugozapadu u Aquae Sulphurae u današnjoj srednjoj Bosni, a otamo ka biskupijskom središtu Bistue Nova na sjeverozapad a na jugozapad prema Naroni i Saloni.